# Ха Де Сон
Ха Де Сон (кор. 하대성, 河大成, нар. 2 березня 1985, Інчхон) — південнокорейський футболіст, півзахисник китайського клубу «Бейцзін Гоань» та національної збірної Південної Кореї.

## Клубна кар'єра
У дорослому футболі дебютував 2005 року виступами за команду клубу «Ульсан Хьонде». 
Привернув увагу представників тренерського штабу клубу «Тегу», до складу якого приєднався 2006 року. Відіграв за команду з Тегу наступні два сезони своєї ігрової кар'єри. Більшість часу, проведеного у складі «Тегу», був основним гравцем команди.
Протягом 2009 року захищав кольори команди клубу «Чонбук Хьонде Моторс».
2010 року уклав контракт з клубом «Сеул», у складі якого провів наступні чотири роки своєї кар'єри гравця. Граючи у складі «Сеула» також здебільшого виходив на поле в основному складі команди.
До складу пекінського клубу «Бейцзін Гоань» приєднався 2014 року.

## Виступи за збірну
2008 року дебютував в офіційних матчах у складі національної збірної Південної Кореї. Наразі провів у формі головної команди країни 12 матчів.
2014 року був включений до заявки збірної на тогорічний чемпіонат світу у Бразилії.